# Hank Mann
Pour les articles homonymes, voir Mann.
Hank Mann est un acteur, réalisateur et scénariste américain né le 28 mai 1887 à New York (États-Unis), mort le 25 novembre 1971 à South Pasadena (États-Unis).

## Biographie et carrière
D'abord acteur de films burlesques dans le cinéma muet, il a fait ses débuts au sein des Keystone Cops. Devenu vedette principale de ses films, il est alors surnommé Hank aux États-Unis ou Bilboquet en France.
Hank Mann serait né en Russie[réf. nécessaire] mais a émigré à New York avec ses parents et ses frères et sœurs en 1891. D'autres sources indiquent que sa date de naissance était le 28 mai 1887 à New York City, New York, USA.
Mann était l'un des premiers comédiens de cinéma, travaillant d'abord pour Mack Sennett en tant que Cop Keystone original, puis pour les producteurs William Fox et Morris R. Schlank dans des comédies de films muets. Avec l'avènement du son cinématographique et des "talkies", il est devenu un acteur populaire dans de nombreux drames cinématographiques ainsi que dans des comédies, dont The Maltese Falcon (l'un d'un groupe de journalistes) et M. Smith Goes à Washington (en tant que photographe). L'un de ses rôles de talkie-walkie les plus importants était celui de directeur d'hôtel troublé dans le comédie-mystère Crime by Night de 1944, et il a retrouvé son compatriote Keystone Chester Conklin comme barmen dans la comédie de Bob Hope en 1952, Son of Paleface.
Une des scènes les plus célèbres de Mann était en tant que "homme de porte en verre" dans le court métrage Men in Black des Trois Stooges. Plus tard dans sa carrière, il a continué à jouer des rôles dans des comédies télévisées et a fait quelques apparitions dans plusieurs comédies cinématographiques de Jerry Lewis dans les années 1960. Bien qu'il n'ait jamais vraiment pris sa retraite complète de l'industrie cinématographique, ses dernières années ont été passées en tant que gérant d'immeuble avec sa femme, Dolly, dans la section Los Feliz de Los Angeles.

Tout le monde a vu la scène des boxeurs dans Les Lumières de la ville . Hank Mann est le boxeur (sans moustache), Eddie Baker l'arbitre, et Charlie Chaplin le challenger venu gagner de quoi manger.

## Filmographie

### comme acteur
- 1912 : Through Dumb Luck de Dell Henderson à la Biograph

#### Keystone
- 1912 : Hoffmeyer's Legacy (en) de Mack Sennett : un flic
- 1913 : Heinze's Resurrection (it) (CM) (non confirmé - non crédité)
- 1913 : Love and Pain (CM) (non confirmé - non crédité)
- 1913 : A Wife Wanted (en) (CM) (non confirmé - non crédité)
- 1913 : Jenny's Pearls (CM) (non confirmé - non crédité)
- 1913 : Murphy's I.O.U. (CM) (non confirmé - non crédité)
- 1913 :  Fatty et le Voleur (The Gangsters) de Henry Lehrman (CM) : un flic (non crédité)
- 1913 : Safe in Jail (en) (CM) : Villager (non confirmé) (non crédité)
- 1913 : The Riot (en) (CM) : Man in Pool Hall (non crédité)
- 1913 : A Chip Off the Old Block (CM) : un flic (non crédité)
- 1913 : Le Héros de Mabel (CM) : un flic
- 1913 : Mabel fait du cinéma (Mabel's Dramatic Career) de Mack Sennet (CM) : un spectateur (non crédité)
- 1913 : When Dreams Come True (en) de Mack Sennett (CM) : un flic
- 1913 : The Bowling Match (CM) : Man in Bowling Alley Audience (non crédité)
- 1913 : Billy Dodges Bills (CM) : Creditor (non crédité)
- 1913 : Un mariage bien tranquille (en) (A Quiet Little Wedding) de Wilfred Lucas (CM) : un invité à la noce (non crédité)
- 1913 : The Cheese Special (CM) (as A. Mann) (Joker pour Universal Film Manufacturing Company)
- 1913 : A Muddy Romance (CM) : un policier (non crédité)
- 1913 : Fatty policeman Fatty Joins the Force (CM) : un policier (non crédité)
- 1913 : The Gusher (CM) : 2nd Henchman
- 1913 : Fatty's Flirtation (CM) : un flic (non crédité)
- 1913 : His Sister's Kids (en) (CM) de  George Nichols : un flic (non crédité)
- 1913 : Zuzu, the Band Leader (CM) : figuration (non confirmé) (non crédité)
- 1913 : He Would a Hunting Go (en) (CM) : le shérif
- 1914 : Les Bandits du village (In the Clutches of the Gang) de George Nichols : un policier
- 1914 : Too Many Brides (CM) : Wedding Guest (non crédité)
- 1914 : Double Crossed (CM) : The Belle's Boyfriend's Pal (non crédité)
- 1914 : Charlot fait du cinéma (A Film Johnnie) de George Nichols (CM) : Prop Boy (non crédité)
- 1914 : A False Beauty (CM) : 2nd Abductor
- 1914 : Charlot danseur (Tango Tangles) (CM) : Guest in Overalls (non crédité)
- 1914 : Charlot entre le bar et l'amour (His Favorite Pastime) de George Nichols (CM) : le mari (non crédité)
- 1914 : The Passing of Izzy (CM)
- 1914 : Twenty Minutes of Love (CM) : Sleeper
- 1914 : Charlot garçon de café (Caught in a Cabaret) de Mabel Normand (CM) : le patron du cabaret
- 1914 : L'Alarme des pompiers (The Alarm) (CM)
- 1914 : Charlot et Fatty dans le ring (The Knockout) (CM) Tough
- 1914 : Charlot et le Mannequin (Mabel's Married Life) (CM) Tough in Bar
- 1914 : Fatty n'est pas veinard (en) (Fatty's Finish) (CM)
- 1914 : Fatty aviateur (en) (The Sky Pirate) (CM)
- 1914 : The Face on the Bar Room Floor (CM) Drinker
- 1914 : Fatty's Gift (en) (CM)
- 1914 : Mabel's Latest Prank (CM)
- 1914 : He Loves the Ladies (CM)
- 1914 : High Spots on Broadway (CM)
- 1914 : Stout Hearts But Weak Knees (CM)
- 1914 : Partners in Crime de Henry Lehrman (CM)
- 1914 : Le Roman comique de Charlot et Lolotte (Tillie's Punctured Romance) de Mack Sennett : un policeman

Pose problème :
- 1913 : The Chief's Predicament (????)
- 1913 : A Life in the Balance (????)
- 1913 : Bangville Police de Mack Sennett : un policier (????)
- 1913 : His Chum the Baron (en) (????)
- 1913 : That Ragtime Band (????)
- 1913 : Algy on the Force (????)
- 1913 : Their First Execution (????)
- 1913 : Toplitsky and Company (????)
- 1913 : The Foreman of the Jury (en) (????)
- 1913 : Barney Oldfield's Race for a Life (????)
- 1913 : The Waiters' Picnic (en) de Mack Sennett (????)
- 1913 : Their Husbands (????)
- 1913 : The Cheese Special (????)
- 1913 : A Bad Game de Mack Sennett (????)
- 1913 : Cohen Saves the Flag (en) (????)
- 1913 : Charlot boxeur (The Champion) (????)
- 1914 : Le Flirt de Mabel (Her Friend The Bandit) de Ford Sterling (????)
- 1914 : A Misplaced Foot (en) (????)
- 1914 : Mabel's Stormy Love Affair (????)
- 1914 : Won in a Closet (????)
- 1914 : L'Étrange Aventure de Mabel (Mabel's Strange Predicament) : Hotel Guest (????)
- 1915 : Love, Speed and Thrills (????)

#### L-KO et Keystone
- 1915 : Cupid in a Hospital de Henry Lehrman (CM) (L-KO)
- 1915 : Le Neveu de Fatty (en) de Roscoe Arbuckle (CM) (Keystone)
- 1915 : A Bird's a Bird de  Walter Wright : A Foreigner de Edwin Frazee (CM) (Keystone)
- 1915 : Father Was a Loafer de Henry Lehrman (CM) (L-KO)
- 1915 : Almost a Scandal de Henry Lehrman (CM) (L-KO)
- 1915 : Their Last Haul de John G. Blystone (CM) (L-KO)
- 1915 : A Lucky Leap de Edwin Frazee (CM) (Keystone)
- 1915 : Fatty et Mabel à l'opéra (en) (CM) de Roscoe Arbuckle (non crédité) (Keystone)
- 1915 : Rough But Romantic de John G. Blystone (CM) (L-KO) : Hank
- 1915 : A Change in Lovers de John G. Blystone (CM) (L-KO)
- 1915 : Gussle Rivals Jonah de Dell Henderson (CM) (Keystone)
- 1915 : Under the Table de John G. Blystone (CM) (L-KO) : Hank
- 1915 : Shaved in Mexico de John G. Blystone (CM) (L-KO)
- 1915 : Gussle Tied to Trouble de Charles Avery (CM) (Keystone)
- 1915 : Our Dare-Devil Chief de Charley Chase (CM) (Keystone)
- 1915 : A Stool Pigeon's Revenge de John G. Blystone (CM) (L-KO) : Hank
- 1915 : Broken Hearts and Pledges de John G. Blystone (CM) (L-KO) : Hungry Harry
- 1915 : A Versatile Villain de Frank Griffith (CM) (Keystone)
- 1915 : Fatty's Plucky Pup (en) (CM) de Roscoe Arbuckle (non crédité) (Keystone)
- 1915 : The Child Needs a Mother de John G. Blystone (CM) (L-KO) : Hank
- 1915 : A Rascal's Foolish Way de F. Richard Jones et Mack Sennett (CM) (Keystone)
- 1915 : Love on an Empty Stomach de Vin Moore (CM) (L-KO)
- 1915 : A Tale of Twenty Stories de Vin Moore (CM) (L-KO)
- 1915 : Gertie's Joy Ride de Henry Lehrman (CM) (L-KO) : Hank
- 1915 : Vendetta in a Hospital de ? (CM) (L-KO)
- 1915 : Beach Birds de Hank Mann (CM) (L-KO)
- 1915 : No Flirting Allowed de ? (CM) (L-KO)
- 1915 : Scandal in the Family de Henry Lehrman (CM) (L-KO)
- 1915 : A Mortgage on His Daughter de ? (CM) (L-KO)
- 1915 : A Bathhouse Tragedy de Edwin Frazee et Henry Lehrman (CM) (L-KO)
- 1915 : Poor But Dishonest de ? (CM) (L-KO)
- 1915 : Father's First Murder de ? (CM) (L-KO)
- 1915 : Disguised But Discovered de ? (CM) (L-KO)

#### Divers

##### Keystone
- 1915 : Fatty and the Broadway Stars de Roscoe Arbuckle (CM)
- 1915 : The Hunt de Mack Sennett et Ford Sterling (CM)
- 1916 : Ambroise millionnaire (A Modern Enoch Arden ) de Clarence G. Badger et  Charles Avery (CM)
- 1916 : The Village Blacksmith de Hank Mann (CM)
- 1916 : A Bath House Blunder de Dell Henderson (CM)
- 1916 : His Bread and Butter d'Edward F. Cline : un serveur jaloux (CM)
- 1916 : Plaisirs d'été (Sunshine) d'Edward F. Cline (CM)
- 1916 : A Dash of Courage de Charley Chase (CM)
- 1916 : Hearts and Sparks de Charley Chase (CM)

##### Universal Film Manufacturing Company
- 1916 : Brennon o' the Moor de Francis Ford

##### Fox Film Corporation et L-KO
- 1916 : A Bon-Bon Riot de Hank Mann (CM) (Fox Film Corporation)
- 1917 : Chased Into Love de Charley Chase (CM) (Fox Film Corporation)
- 1917 : His Ticklish Job de Charley Chase (CM) (Fox Film Corporation)
- 1917 : The Cloud-Puncher de Charley Chase (CM) (Fox Film Corporation)
- 1917 : The End of a Perfect Day de ? (CM) (L-KO)
- 1917 : There's Many a Fool de Charley Chase (CM) (Fox Film Corporation)
- 1917 : Love on Crutches de John G. Blystone (CM) (L-KO)
- 1917 : His Love Fight de Hank Mann (CM) (Fox Film Corporation)
- 1917 : Suds of Love de J.A. Howe (CM) (Fox Film Corporation)
- 1917 : His Final Blowout de Hank Mann (CM) (Fox Film Corporation)
- 1917 : Bing Bang de Charley Chase (CM) (Fox Film Corporation)
- 1917 : A Domestic Hound de Hank Mann (CM) (Fox Film Corporation)

##### Mack Sennett Comedies et Bull's Eye
- 1918 : Love Loops the Loop (it) de Hampton Del Ruth et Walter Wright (CM) (Max Sennett Comedies)
- 1918 : Two Tough Tenderfeet de Hampton Del Ruth et F. Richard Jones (CM) : A Gambler (Max Sennett Comedies)
- 1918 : The Flirts de Charley Chase (CM) (Bull's Eye)

#### Hank Mann Comedies
- 1919 : The Janitor : The janitor
- 1919 : Herman Hero (CM)
- 1920 : Beach Nuts (CM)
- 1920 : Way Out West (CM)
- 1920 : Leap Year (CM)
- 1920 : The Lost Detective (CM)
- 1920 : Don't Change Your Mrs. (CM)
- 1920 : The Blacksmith (CM)
- 1920 : Paper, Paste and Poultry (CM)
- 1920 : Paradise for Birds (CM)
- 1920 : The Coy Copper (CM)
- 1920 : The Messenger (CM)
- 1920 : The Paper Hanger (CM)
- 1920 : In Hock (CM)
- 1920 : Hot Dogs (CM)
- 1920 : Roaming Romeo (CM)
- 1920 : Trouble (CM)
- 1920 : Cliff Dwellers (CM)
- 1920 : A Knockout (CM)
- 1920 : Hopping Bells (CM) The Bell Hop
- 1920 : Tenderfoot Luck (CM)
- 1920 : Stripes and Stars (CM)
- 1920 : An Eye for Figures (CM)
- 1920 : J-U-N-K (CM) His helper
- 1920 : The Gum Riot (CM)
- 1920 : Cute Kid and Kisses (CM)
- 1920 : The Nickel Snatcher (CM)
- 1920 : Dr. Jekyll and Mr. Hyde (CM)
- 1920 : Who's Your Grocer? (CM)
- 1920 : Up in the Air (CM)
- 1920 : For Heaven's Sake (CM)
- 1920 : The Dentist (CM)
- 1920 : Naughty Nurses (CM)
- 1920 : The Bill Poster (CM)
- 1920 : Tar Baby (CM)
- 1920 : The Gas Attack (CM)
- 1920 : Mystic Mush (CM)
- 1920 : When Spirits Move de Charley Chase (CM)
- 1920 : A Harem Hero (CM)
- 1920 : The Plumber (CM)
- 1920 : A Close Shave (CM)
- 1920 : Boxing Bombo (CM)
- 1920 : Pipe Dreams and Prizes de Hank Mann (CM) : Mike Robe
- 1920 : Broken Bubbles de Hank Mann (CM)

#### Divers
- 1921 : The Janitor
- 1922 : Le Bac tragique (Quincy Adams Sawyer) de Clarence G. Badger : Ben Bates
- 1923 : Don't Marry for Money : An explorer
- 1923 : Un nouveau Napoléon (Tea: With a Kick!) de Erle C. Kenton : Sam Spindle
- 1923 : Desire : E.Z. Pickens
- 1923 : Lights Out : Ben
- 1923 : The Wanters : Star boarder
- 1923 : A Noise in Newboro
- 1923 : The Near Lady : Lodger
- 1924 : Rivers Up
- 1924 : À travers la tempête (The Fire Patrol) de Hunt Stromberg
- 1924 : A Woman Who Sinned : Tattu
- 1924 : Empty Hands : Spring Water Man
- 1924 : The Man Who Played Square : The Cook
- 1925 : The Arizona Romeo : Deputy
- 1925 : The Sporting Venus : Carlos' Valet
- 1925 : The Man in Blue : Captain Vittorio Valentino
- 1925 : Le Champion (The Fighting Heart) de John Ford
- 1925 : Slippery Feet : Convict
- 1925 : Yes, Yes, Babette
- 1926 : The Skyrocket : Comedy Producer
- 1926 : Le Balourd (The Boob) de William A. Wellman : The Village Soda Clerk
- 1926 : The Flying Horseman : Newton Carey
- 1926 : The Better 'Ole : German soldier tying up horse
- 1926 : Fils de l'orage (Wings of the Storm) de John G. Blystone : Red Jones
- 1927 : The Scorcher
- 1927 : The Ladybird : The Brother
- 1927 : Paid to Love : Servant
- 1927 : Son plus beau combat (The Patent Leather Kid) d'Alfred Santell : Sergeant
- 1927 : Smile, Brother, Smile : The Collector
- 1927 : When Danger Calls : Tommy Schultz
- 1927 : Broadway After Midnight
- 1928 : The Garden of Eden : Railroad Conductor
- 1928 : Should Women Drive?
- 1928 : L'Insoumise (Fazil) : Ali
- 1929 : Raid de Morgan (Morgan's Raid)
- 1929 : Morgan's Last Raid : Tex
- 1929 : Le Figurant (Spite Marriage) : Stage Manager
- 1929 : L'Affaire Donovan (The Donovan Affair) : Dr Lindsey
- 1929 : The Fall of Eve : Bob White
- 1930 : Le Tigre de l'Arizona (The Arizona Kid) d'Alfred Santell : Barman Bill
- 1930 : Her Man
- 1930 : Sinners' Holiday de John G. Adolfi : Happy
- 1930 : The Dawn Trail : Cock-Eye
- 1930 : Their Wives' Vacation
- 1931 : Les Lumières de la ville (City Lights) : A Prizefighter
- 1931 : Three Girls Lost : chauffeur de taxi
- 1931 : Annabelle's Affairs d'Alfred L. Werker : Summers
- 1932 : Ridin' for Justice : The drunk
- 1932 : Shop Angel : Mr. Weinberg
- 1932 : Are You Listening? : Sound Effects Man
- 1932 : Scarface : Stag party janitor
- 1932 : L'Étrange Passion de Molly Louvain (The Strange Love of Molly Louvain) de Michael Curtiz : Harley, a Reporter
- 1932 : Stout Hearts and Willing Hands
- 1932 : The Engineer's Daughter; or, Iron Minnie's Revenge
- 1932 : Those We Love
- 1932 : The Fourth Horseman : Tax Clerk
- 1932 : Uptown New York de Victor Schertzinger : Man at Wrestling Match
- 1932 : Me and My Gal : Hank
- 1933 : The Big Chance : Tugboat
- 1933 : From Headquarters (en) : Al Cohen
- 1933 : Smoky : Buck
- 1934 : Fugitive Road : Johann, Traunsee's orderly
- 1934 : The Girl from Missouri : Masseur on yacht
- 1934 : Caravan
- 1934 : Men in Black : Glass door sign painter
- 1934 : I'll Fix It : Window Washer
- 1935 : Keystone Hotel (en) de Ralph Staub : House detective
- 1935 : The Big Broadcast of 1936 : Mustached Worker
- 1935 : Ville sans loi (Barbary Coast) : Waiter
- 1935 : Le Roman d'un chanteur (Metropolitan) : Bartender
- 1936 : Chatterbox, de George Nichols Jr.
- 1936 : Les Temps modernes (Modern Times) : Burglar
- 1936 : Preview Murder Mystery : Comedian
- 1936 : Call of the Prairie (en) de Howard Bretherton : Bartender Tom
- 1936 : Give Us This Night : Fisherman
- 1936 : The Sunday Round-Up : Saloon Waiter
- 1936 : Reunion de Norman Taurog : Jake
- 1937 : Man of the People : Watchman
- 1937 : Time Out for Romance : Rube
- 1937 : On the Avenue : Footman in sketch
- 1937 : Fair Warning (en) de Norman Foster : Hotel Employee
- 1937 : Goofs and Saddles : Bit Part
- 1937 : Brelan d'as (You Can't Have Everything) de Norman Taurog : Cabby
- 1937 : Wake Up and Live : Stooge
- 1937 : Jeux de dames (Wife, Doctor and Nurse) : Taxi Driver
- 1937 : Ali Baba Goes to Town
- 1938 : Josette : Charlie, Stagehand
- 1938 : Hold That Co-ed : Alex
- 1938 : The Stranger from Arizona : Sam Garrison
- 1939 : Charlie Chan à Reno (Charlie Chan in Reno) : 'Injured' Con Man / Casino Extra
- 1939 : Mr. Moto Takes a Vacation : Bit Role
- 1939 : L'Aigle des frontières (Frontier Marshal) : Bit Part
- 1939 : Charlie Chan at Treasure Island : Second Taxicab Driver
- 1939 : Hollywood Cavalcade d'Irving Cummings : Keystone Cop
- 1939 : Monsieur Smith au Sénat (Mr. Smith Goes to Washington) : Photographer
- 1940 : Alfalfa's Double : Inebriated railway agent
- 1940 : Irene : Sam, Wrong-Way Driver
- 1940 : Bubbling Troubles : Butch's Dad
- 1940 : Le Dictateur (The Great Dictator) : Storm Trooper
- 1940 : Li'l Abner d'Albert S. Rogell : Célibataire
- 1940 : American Spoken Here : Drunk
- 1940 : Charter Pilot : Workman
- 1941 : Melody for Three : Man at musicale
- 1941 : Baby Blues : Zoo attendant
- 1941 : So You Won't Squawk : Bit part
- 1941 : L'Homme de la rue (Meet John Doe) de Frank Capra : Eddie (photographer at hotel)
- 1941 : The Cowboy and the Blonde (en) de Ray McCarey : Studio Cafe Table Extra / Studio Workman
- 1941 : Bullets for O'Hara (en) : Swartzman (Credits) / Schwartzman, Key West Fishing Camp Proprietor
- 1941 : Love at First Fright : Man explaining the will
- 1941 : Bad Men of Missouri (it) de Ray Enright : Man robbed on Trail
- 1941 : Half Shot at Sunrise
- 1941 : Smiling Ghost : Collector
- 1941 : Minstrel Days : Poster Man
- 1941 : One Foot in Heaven : Sam, Fireman Saving Books
- 1941 : Le Faucon maltais (The Maltese Falcon) : Reporter
- 1941 : Blues in the Night : Prisoner saying, 'Pipe down'
- 1941 : The Body Disappears : Janitor
- 1941 : Honolulu Lu : Comedian
- 1941 : Steel Against the Sky : Worked Who Lived in Missouri
- 1941 : Sweet Spirits of Nighter : Policeman
- 1942 : L'Homme qui vint dîner (The Man Who Came to Dinner) : Expressman
- 1942 : Wild Bill Hickok Rides (en) de Ray Enright : Salesman on Train
- 1942 : Crimes sans châtiment (Kings Row) : Stable Keeper
- 1942 : Bullet Scars : Gilly
- 1942 : Always in My Heart de Jo Graham : First Truck Driver
- 1942 : The Male Animal d'Elliott Nugent : Reporter
- 1942 : I Was Framed : Drunk
- 1942 : Murder in the Big House : Reporter
- 1942 : Larceny, Inc. de Lloyd Bacon : Ballplayer
- 1942 : La Glorieuse Parade (Yankee Doodle Dandy) : Peck's Bad Boy stagehand
- 1942 : Spy Ship : News Office Worker
- 1942 : Wings for the Eagle : Train Conductor
- 1942 : Escape from Crime : Pete - Photographic Technician
- 1942 : Men of the Sky : Storekeeper
- 1942 : The Gay Sisters : Photographer
- 1942 : You Can't Escape Forever : Newspaper Employee
- 1942 : George Washington Slept Here : Moving Man
- 1943 : The Hard Way : Backstage Janitor
- 1943 : Two Weeks to Live de Malcolm St. Clair : Building Janitor
- 1943 : The Mysterious Doctor : Roger Porley
- 1943 : The Rear Gunner (en) Ray Enright : Carnival Booth Man
- 1943 : Le Fantôme de l'opéra (Phantom of the Opera) : Stagehand
- 1943 : Mademoiselle ma femme (film, 1943) (I Dood It)
- 1943 : Thank Your Lucky Stars : Assistant photographer
- 1943 : Crazy House de Edward F. Cline : Keystone Kop
- 1943 : Maîtres de ballet (The Dancing Masters) : Fruit Vendor
- 1944 : L'amour est une mélodie (Shine on Harvest Moon) de  David Butler : Audience Member
- 1944 : Gold Is Where You Lose It
- 1944 : Crime by Night : Mr. Dinwiddle - Desk Clerk
- 1944 : Arsenic et vieilles dentelles (Arsenic and Old Lace) : Photographer at Marriage License Office
- 1944 : The Last Ride : Mr. Mott, Night Watchman
- 1947 : Love and Learn de Frederick de Cordova : Danceland Ticket Seller
- 1947 : Les Exploits de Pearl White (The Perils of Pauline) : Comic chef
- 1947 : Roses Are Red : Pop Morris
- 1947 : Always Together : Pedestrian Bystander
- 1948 : The Bride Goes Wild : Wedding Guest
- 1948 : Big City de Norman Taurog : Drunk Barfly
- 1948 : When My Baby Smiles at Me : Man
- 1949 : Ambush : Barber
- 1949 : The Younger Brothers : Bank Teller
- 1949 : The Beautiful Blonde from Bashful Bend : Hoodlum
- 1949 : Look for the Silver Lining de David Butler : Stage Hand
- 1949 : Jiggs and Maggie in Jackpot Jitters
- 1949 : Roseanna McCoy d'Irving Reis : Vendor
- 1949 : Miss Grain de sel (Miss Grant Takes Richmond) de Lloyd Bacon : un ouvrier (non crédité)
- 1949 : L'Homme de Kansas City (Fighting Man of the Plains) d'Edwin L. Marin : serveur de saloon (non crédité)
- 1950 : The Traveling Saleswoman (en) : homme au saloon
- 1950 : Montana : Cowhand
- 1950 : Planqué malgré lui (When Willie Comes Marching Home) : American Legionnaire at party
- 1950 : Cow Town (en) de John English : Townsman
- 1950 : Joe Palooka in Humphrey Takes a Chance : Hiram
- 1950 : 711 Ocean Drive : Counterman
- 1950 : Blues Busters : Man in Music Store
- 1950 : Again... Pioneers : Man at meeting
- 1950 : L'Homme du Nevada (The Nevadan)
- 1950 : Les Âmes nues (Dial 1119) de Gerald Mayer : Newsboy
- 1951 : Al Jennings of Oklahoma (it) de Ray Nazarro : Railroad Switchman
- 1951 : Home Town Story : Pedestrian Outside Newspaper Office
- 1951 : Hollywood Story (en) de William Castle : Bit part
- 1951 : M : Man in Mob
- 1951 : Strictly Dishonorable : Silent Movie Audience Member
- 1951 : Le Bal du printemps (On Moonlight Bay) : Salesman in silent movie
- 1951 : La Caravane des évadés (Passage West) : Extra at Dice Table
- 1951 : Rendez-moi ma femme (As Young as You Feel) : Man at Luncheon
- 1951 : The Lady and the Bandit : Man outside Newgate Prison
- 1951 : Une place au soleil (A Place in the Sun) : Courtroom Spectator
- 1951 : Journey Into Light : Bum
- 1951 : Une équipe aux anges (Angels in the Outfield) : Baseball Fan
- 1951 : Feu sur le gang (Come Fill the Cup) : Newspaper Staffer
- 1951 : The Barefoot Mailman : Townsman at Dance
- 1951 : Espionne de mon cœur (My Favorite Spy) : Short comic
- 1952 : Les Flèches brûlées (Flaming Feather) de Ray Enright : Townsman
- 1952 : L'Ange des maudits (Rancho Notorious) : Man on porch
- 1952 : La Poule aux œufs d'or (Jack and the Beanstalk) : Villager
- 1952 : Le Fils de visage pâle (Son of Paleface) : First Bartender
- 1953 : Le Cabotin et son compère (The Stooge) de Norman Taurog : Stagehand
- 1953 : Deux Nigauds chez Vénus (Abbott and Costello Go to Mars) de Charles Lamont: Clothing Store Clerk
- 1953 : The Caddy : Stagehand
- 1953 : Un lion dans les rues (A Lion Is in the Streets) : Courtroom Extra
- 1954 : Silver Lode : Spectator at oration
- 1954 : Living It Up : Bus Boy
- 1954 : Trois Heures pour tuer (Three Hours to Kill) d'Alfred L. Werker : Townsman
- 1954 : Brigadoon : Toy Booth
- 1955 : Deux nigauds et les flics (Abbott and Costello Meet the Keystone Kops) : Propman
- 1955 : Hit the Deck : Stagehand
- 1955 : Seven Angry Men : Homesteader
- 1955 : Le Rendez-vous de Hong-Kong (Soldier of Fortune) : Bar Extra
- 1955 : Deux nigauds et la momie (Abbott and Costello Meet the Mummy) : Waiter with Flaming Kabob
- 1955 : How to Be Very, Very Popular : News Vendor
- 1955 : Le Gang du blues (Pete Kelly's Blues) : Argumentative Husband in Speakeasy
- 1956 : Pardners : Townsperson
- 1957 : The Quiet Gun : Townsman
- 1957 : Not of This Earth : Bum
- 1957 : Le Délinquant involontaire (The Delicate Delinquent) : Mr. Kellin, Milkman
- 1957 : God Is My Partner : Juror
- 1957 : Un seul amour (Jeanne Eagles) : Ticket Selling Barker
- 1957 : L'Homme aux mille visages (Man of a Thousand Faces) de Joseph Pevney : Comedy Waiter
- 1958 : Daddy-O (en) de Lou Place : Barney
- 1958 : The High Cost of Loving de José Ferrer : Sign Painter
- 1958 : Space Master X-7 (en) d'Edward Bernds : Plane Passenger
- 1958 : Trois bébés sur les bras (Rock-a-Bye Baby)
- 1958 : Once Upon a Horse... : Barfly
- 1958 : La Dernière Fanfare (The Last Hurrah) de John Ford : Bit Role
- 1959 : Le Dernier train de Gun Hill (Last Train from Gun Hill) : Storekeeper

### comme réalisateur
- 1915 : Beach Birds
- 1916 : The Village Blacksmith
- 1917 : His Love Fight
- 1917 : His Final Blowout
- 1917 : A Domestic Hound
- 1920 : Pipe Dreams and Prizes
- 1920 : Broken Bubbles

### comme scénariste
- 1928 : Ce bon monsieur Hunter (Fools for Luck)